# Chiesa di San Giacomo (Siena)
La chiesa di San Giacomo e Sant'Anna si trova a Siena in via di Salicotto ed è oggi l'oratorio della Contrada della Torre.

## Storia e descrizione
La chiesa fu edificata tra il 1532 e il 1536 come ringraziamento per la vittoria nella battaglia di Camollia del 1526 sulle truppe papali e fiorentine. La battaglia venne combattuta nel giorno del 25 luglio del 1526, giorno dedicato a san Giacomo maggiore, e dunque la chiesa fu intitolata al detto santo e a sant'Anna, cui invece si dedica il giorno seguente, 26 luglio. Fu proprio in virtù delle qualità espresse dalle truppe del rione di Salicotto durante la battaglia che fu concesso alla gente del rione di edificare la chiesa nel loro territorio, che negli anni passò poi nella proprietà della Contrada della Torre, che ancora oggi la detiene.
Della struttura cinquecentesca iniziale non rimane niente, in quanto la chiesa fu alterata e ampliata a partire dal 1665 circa e riconsacrata nel 1702, ancora una volta nel giorno del 25 luglio, ricorrenza della battaglia di Camollia. In tale occasione fu anche rifatta la facciata, intervento oggi non più apprezzabile per il tentativo di ripristino, operato sul finire dell'Ottocento, dall'architetto purista senese Giuseppe Partini. Il rifacimento del campanile è invece da attribuire ad Agenore Socini, a partire dal 1901.
L'interno presenta un'aula unica non absidata con quattro campate di lunghezza diversa. La volta è affrescata da Dioniso Montorselli con la Gloria di san Giacomo (1700-1702), mentre gli stucchi sono di Iacomo Franchini che vi lavorò negli stessi anni. L'opera più antica che vi si conserva è una Madonna fra i Santi Giacomo e Cristoforo di Giovanni di Lorenzo, posta sull'altare di destra (1545 circa). L'opera vuole ancora celebrare la vittoria della battaglia di Camollia in quanto il 25 luglio è anche ricorrenza di san Cristoforo oltre che di san Giacomo maggiore. Sull'altare maggiore è il Martirio di san Giacomo, opera firmata e datata 1605 da Rutilio Manetti, cui si deve anche la Crocifissione proveniente dalla foranea certosa di Maggiano, ma realizzata dall'artista vent'anni dopo (1625) in un periodo in cui l'artista era decisamente influenzata dai chiaroscuri caravaggeschi. Le altre opere, meno pregiate, sono della seconda metà del XVII secolo e celebrano perlopiù la figura di san Giacomo.
Opera rilevante è invece l'Andata al Calvario, tavola tarda del Sodoma (1546 circa) conservata nel vicino museo della contrada.